# 矮冬青
矮冬青（学名：Ilex lohfauensis）为冬青科冬青属的植物，是中国的特有植物。分布在中国大陆的湖南、广西、浙江、贵州、香港、广东、福建、安徽、江西等地，生长于海拔130米至1,250米的地区，常生于疏林中、山坡常绿阔叶林中和灌木丛中，目前已由人工引种栽培。

## 别名
罗浮冬青（福建植物志）